# Luis de la Cerda
Luis de la Cerda, nacido como Louis de La Cerda y también conocido como Luis de España (Francia, 1291-Lamotte du Rhône, 1348), fue el primer conde de Talmont en 1338 y de Clermont, almirante de Francia (1340-1341), príncipe soberano de las Islas Afortunadas (Islas Canarias), pese a no haber estado nunca en Canarias, y señor de Deza y de Enciso.

## Biografía

### Origen familiar y primeros años
Luis de la Cerda nació en 1291 en alguna parte del Reino de Francia, siendo hijo de Alfonso de la Cerda "el Desheredado" y de su única esposa "Mahalda" Mahaud de Brienne-Eu, hija de Jean II de Brienne, conde de Eu en el Ducado de Normandía.
Era un sobrino de Fernando de la Cerda, además de ser un bisnieto paterno del rey Alfonso X de Castilla y del soberano Luis IX de Francia.

### Conde y almirante de Francia
Estuvo al servicio del rey Felipe VI de Francia que lo nombró conde de Clermont y de Talmont. Posteriormente el soberano galo le nombró Almirante de Francia en 1340. Combatió en la Guerra de los Cien Años contra los ingleses. Amasó una gran fortuna.

### Príncipe de las Islas Afortunadas
El 15 de noviembre de 1344 el Papa Clemente VI le nombró príncipe soberano de las Islas Afortunadas (Islas Canarias), mediante la bula Tue devotionis sinceritas con el fin de que éste las conquistara y ayudara económicamente a su evangelización. Sin embargo, el infante no realizó la conquista.

Y para que por tal concesión nuestra resultéis insigne por título de mejor dignidad, a ti, con la autoridad referida, con el consejo y ascenso de los hermanos mismos, constituimos príncipe de las dichas islas, las cuales, además, decidimos que hayan de ser principado y el mismo sea denominado de Fortuna, imponiendo en tu cabeza por nuestras manos, la corona áurea en signo de la dignidad adquirida del dicho principado y en aumento de tu honor...
Bula Tue devotionis sinceritas

### Testamento, fallecimiento y sepultura
El príncipe Luis de la Cerda otorgó testamento el 30 de julio de 1348. En dicho testmento, dejó a su madre, carissime domine Mahaute domine et mater nostre, las rentas de sus villas de Garganta la Olla, Torremenga y Pasarón. Fallecería poco después en la localidad francesa de Lamotte du Rhône y fue sepultado en la abadía de Saint-Gilles, situada en la región de Languedoc-Rosellón.

## Matrimonios y descendencia

Escudo de armas de la casa de la Cerda, fruto de la unión del escudo de Castilla y León, por ser sus miembros descendientes de Alfonso X el Sabio, y del Reino de Francia

Casó en la ciudad de Sevilla en 1306 con Leonor Pérez de Guzmán y Coronel, señora de Huelva y del Puerto de Santa María, hija de Alonso Pérez de Guzmán el Bueno y de su esposa María Alfonso Coronel. De este matrimonio nacieron: 
- Alfonso, María, Blanca, Fernando, y otra María de la Cerda, todos fallecidos en la infancia antes de 1341 y sepultados en el Monasterio de San Isidoro del Campo.
- Luis de la Cerda (Sevilla, c. 1325-15 de octubre de 1383), príncipe titular de las Islas Afortunadas, y segundo conde de Talmont.
- Juan de la Cerda (Sevilla, c. 1327-Sevilla, Torre del Oro, 1357), señor del Puerto de Santa María y III señor de Gibraleón.
- Isabel de la Cerda (m. 1382), señora del Puerto de Santa María, IV señora de Gibraleón y II señora de Bembibre,[2] casada con Rodrigo Pérez Ponce de León y con Bernardo de Foix «el Bastardo de Bearne», primer conde de Medinaceli.

Luis de la Cerda contrajo un segundo matrimonio en 1346, con Guiote D'Uzès, fallecida después de 1399, hija de Roberto, primer vizconde de Uzès, y de Guiote de Posquières, de quien no tuvo sucesión.  
Además fuera de matrimonio tuvo un hijo: 
- Juan de España (n. Francia, 1347) que fue reconocido por su padre en su testamento otorgado en 1348.